# Biserica suedeză

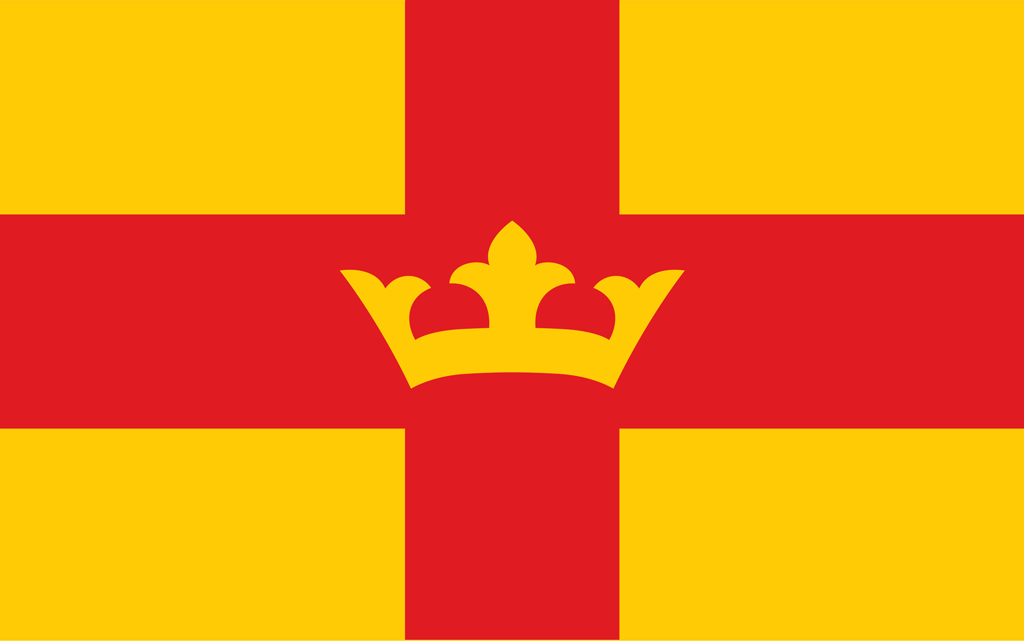

Biserica Suediei (suedeză Svenska kyrkan) e o Biserică evanghelică-luterană, care urmează învățăturile lui Martin Luther : Biserică națională a Suediei.
Biserica suedeză e o obște evanghelică-luterană, organizată în parohii și eparhii. Biserica suedeză are de asemenea o organizare națională. Biserica suedeză e o Biserică populară deschisă, care prin conlucrarea dintre organizarea democratică și slujirea bisericească, se ocupă de o funcțiune națională. (§§1-2 din Proclamația de la Uppsala).
Denumirea de "Biserica suedeză" a apărut doar prin anii 1800, timp în care expresia folosită era "Biserica Suediei" sau "Biserica suedezilor". La 1 ianuarie 2000 schimbându-se relațiile dintre Biserică și stat, s-a voit ca Biserica că nu mai fie biserică de stat, ci mai degrabă Biserică populară. Totuși, în oarecare măsură, Biserica e condusă de Parlament, care are o comisie specială bisericească.

## Istorie

### Înainte de reformă
Suedia a fost încreștinată între anii 900 și 1000, de către misionari veniți din Germania și Anglia. Misiunea cea mai îndelungată a fost condusă de sfântul Anschariu (Ansgar/Oscar), monah benedictin francez. Creștinismul a pătruns mai întâi în provincia Västergötland, unde a fost botezat regele Olof al Suediei în 1008. Primul episcop suedez băștinaș a fost Turgot de Skara, care a murit pe la 1030.
La 1120, orașele Skara, Linköping, Tuna, Eskilstuna, Strängnäs, Sigtuna și Västerås au devenit scaune episcopale. Mai târziu, prin anii 1100, au apărut și eparhiile Växjö și Åbo, și în același timp, scaunul de la Sigtuna s-a transferat la Uppsala. Eparhiile, începând cu 1104, țineau de arhiepiscopul din Lund, iar altele țineau de danezi. Situația a rămas așa până la 1164, când Suedia a devenit provincie eclesiastică, cu un Ștefan drept primul arhiepiscop de Uppsala. Între 1100-1200, s-au înființat mai multe ordine călugărești. Mănăstirile Alvastra, Nydala și Varnhems erau cisterciene, iar dominicanii și franciscanii aveau mănăstiri la Visby și Skara.
Personalitatea bisericească cea mai importantă a secolului al XIV-lea a fost, fără îndoială, sfânta Brigita de Suedia. Viziunea ei a avut o mare influență în lumea bisericească și politică în toată Europa. Cu timpul a reușit să obțină înțelegerea papei de la Roma, pentru ca întemeierea Ordinului sfântului Răscumpărător să rămână la Vadstena și după moartea ei.

### Reforma
O dată cu Reforma Protestantă, Biserica suedeză s-a rupt de Roma, devenind evanghelică-luterană, rămânând totodată episcopală. Spre deosebire de Germania sau Anglia, în Suedia reforma a fost pașnică și treptată. Atât regele Gustav Vasa, cât și cei 13 episcopi au susținut reforma. Astfel, frații Olaf și Laurentius Petri au predicat idei teologice luterane în catedrala din Stockholm, începând cu 1525. Un an mai târziu, Laurențiu traduce Noul Testament în suedeză. În 1527, Olof cel Mare fu hirotonit la Roma întru episcop, apoi înscăunat arhiepiscop de Uppsala, iar reformatorii suedezi s-au întâlnit cu parlamentul la Västerås. În 1530, Laurențiu traduce și introduce liturghia în suedeză și finlandeză. În același an moare Olof cel Mare, iar Laurențiu e hirotonit și înscăunat la Uppsala, în august 1531, de către episcopii Suediei. Câtă vreme Laurentius nu avea mandat de la Roma, o dată cu hirotonirea lui Biserica suedeză se rupe de Roma.
În 1541 se publică Biblia întreagă în suedeză, iar patru ani mai târziu apare un nou imnariu. În 1544, parlamentul proclamă Suedia regat evanghelic.
După această reformă, Biserica suedeză a cunoscut o tentativă de calvinizare, din partea regelui Carol al IX-lea al Suediei, și o tendință de reunire cu Roma, din partea regelui Ioan al III-lea al Suediei.
La 25 februarie 1593 a avut loc sinodul de la Uppsala, care a statornicit reforma în Suedia, având următoarele mărturisiri de credință:
- Cele trei simboluri vechi (apostolic, niceno-constantinopolitan, atanasian;
- Mărturisirea de la Augsburg (Confessio augustana);
- Articolele smalchaldice;
- Cartea de slujbe, compusă de arhiepiscopul Laurențiu în 1571.

Secolul al XVII-lea se va marca prin curentul "ortodoxiei luterane", opus lâncezelii din perioada respectivă. În 1686 se creează dreptul canonic suedez, care va dura până în 1990.
În secolul următor va avea loc o trezire spirituală, iar următoarele două vor fi mișcate de curentul liberal. În secolul al XX-lea se va insista pe identitatea catolică a Bisericii suedeze.
Tot în secolul al XX-lea, o personalitate a Bisericii suedeze, arhiepiscopul Nathan Säderblom va iniția ecumenismul.

### Ruperea de către stat
Până în 1999, orice persoană născută în Suedia era înregistrată automat drept membru al Bisericii Suediei. În 1999 și, oficial, la 1 ianuarie 2000, o dată cu ruperea Bisericii de către stat, fiecare e liber să-si aleagă cultul.

## Liturgică

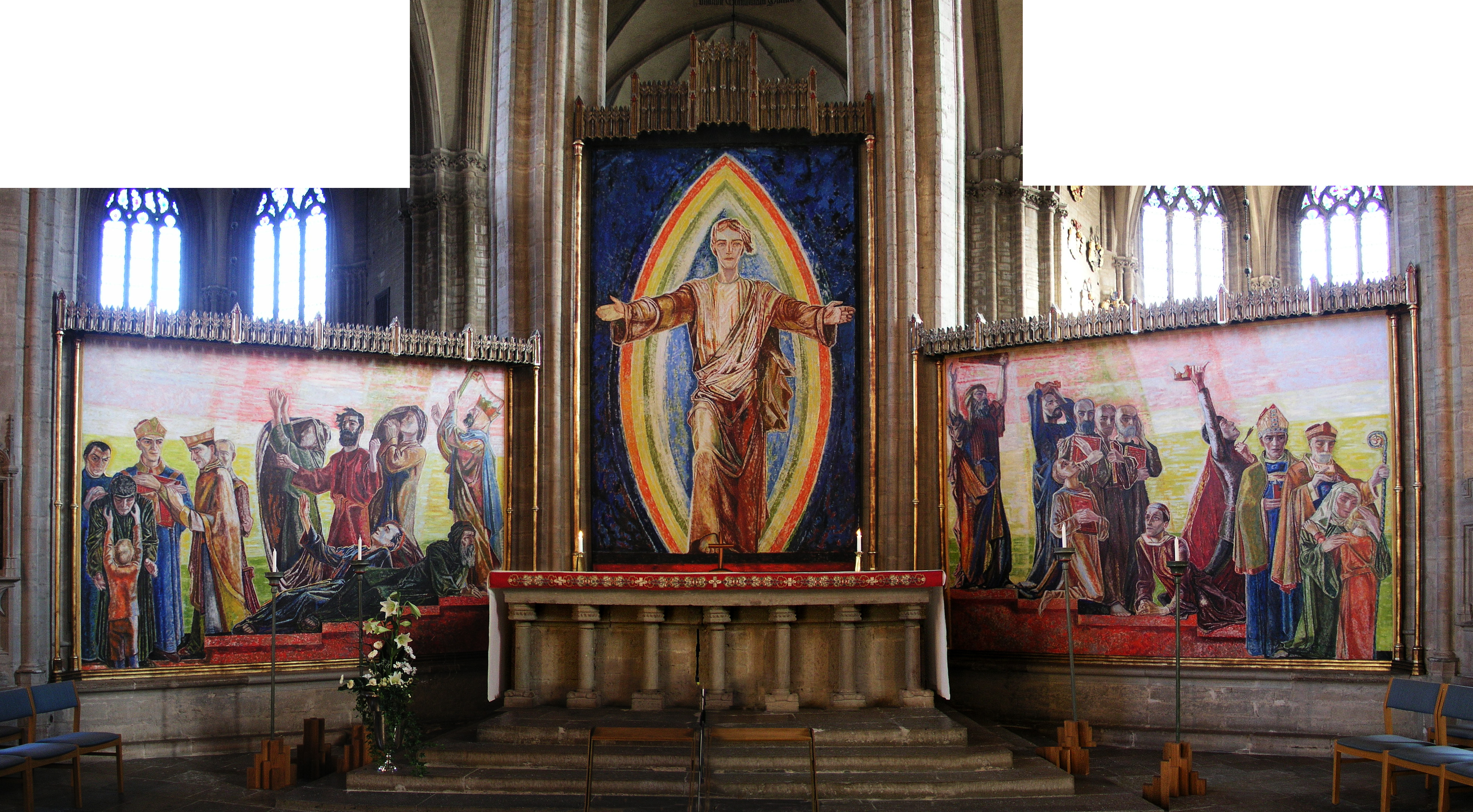
Altarul bisericii suedeze din Linkoping.

Biserica suedeză folosește ritul suedez. În timpul reformei, atari au vrut o preluare a învățăturii și practicii anglicane. Totuși, episcopii au considerat ritul anglican drept prea calvinist. De aceea, practica sacramentală suedeză își are propriile trăsături.
Trei taine sunt săvârșite: botezul, pocăința, euharistia. Liturghia se săvârșește des, ba chiar zilnic în anumite mănăstiri și parohii. Biserica suedeză săvârșește si celelalte cinci ierurgii care sunt taine pentru catolici și ortodocși. 
Viața monahală a fost restaurată în anii 1950, prin benedictini, "fiicele Mariei" și prin ordinul Sfântului Duh.

## Pastorală

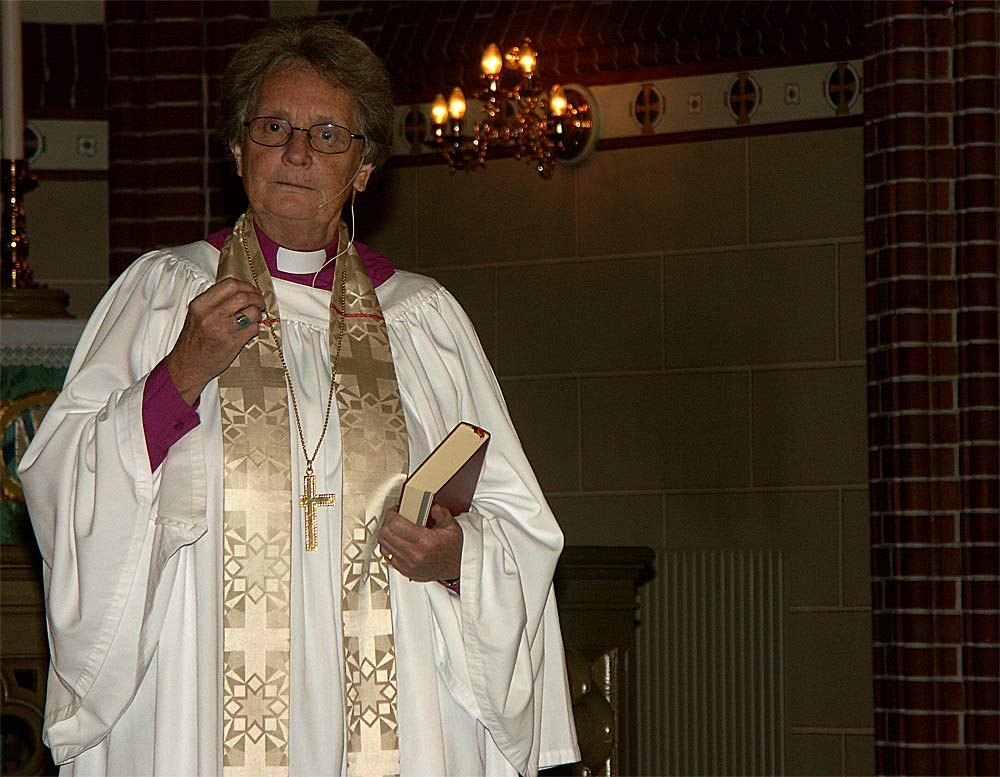
Episcopul Christina Odenberg

Începând cu 1961, Biserica suedeză hirotonește și femei întru preot. La 5 iunie 1996, sinodul a hotărît admiterea femeilor la episcopat. Christina Odenberg a fost hirotonită în episcopat pe 5 octombrie 1997 și înscăunată ca episcop de Lund.
Pe 27 octombrie 2005, sinodul general a hotărît binecuvântarea bisericească a cuplurilor de același sex, precum și admiterea la hirotonie a acestora.
Episcop de Stockholm este o lesbiană.

## Organizare

Harta diecezelor suedeze.

Biserica Suedeză este împărțită în 13 dieceze (episcopii):
- Arhidieceza de Uppsala
- Dieceza de Linköping
- Dieceza de Skara
- Dieceza de Strängnäs
- Dieceza de Västerås
- Dieceza de Växjö
- Dieceza de Lund
- Dieceza de Gothenburg
- Dieceza de Karlstad
- Dieceza de Härnösand
- Dieceza de Luleå
- Dieceza de Visby
- Dieceza de Stockholm